# Belgische Badmintonmeisterschaft 2024
Die Belgische Badmintonmeisterschaft 2024 fand vom 3. bis zum 4. Februar 2024 in Herent statt.

## Medaillengewinner
| Disziplin    | Gold                                | Silber                         | Bronze                            |
| ------------ | ----------------------------------- | ------------------------------ | --------------------------------- |
| Herreneinzel | Julien Carraggi                     | Elias Bracke                   | Marijn Put                        |
| Herreneinzel | Julien Carraggi                     | Elias Bracke                   | Yaro van Delsen                   |
| Dameneinzel  | Clara Lassaux                       | Chinanoa Dauphinais            | Amber Boonen                      |
| Dameneinzel  | Clara Lassaux                       | Chinanoa Dauphinais            | Karla Henry                       |
| Herrendoppel | Marijn Put Dylan Rosius             | Matijs Dierickx Freek Golinski | Noa Swinnen Michiel van Britsom   |
| Herrendoppel | Marijn Put Dylan Rosius             | Matijs Dierickx Freek Golinski | Daan de Smet Joren Robberecht     |
| Damendoppel  | Clara Lassaux Flore Vandenhoucke    | Lisa Demeyere Marie Demeyere   | Presence Beelen Anna Bogemans     |
| Damendoppel  | Clara Lassaux Flore Vandenhoucke    | Lisa Demeyere Marie Demeyere   | Amber Boonen Tammi van Wonterghem |
| Mixed        | Freek Golinski Tammi van Wonterghem | Senne Houthoofd Lise Jaques    | Stijn de Langhe Hanne Janssens    |
| Mixed        | Freek Golinski Tammi van Wonterghem | Senne Houthoofd Lise Jaques    | Daan de Smet Flore Vandenhoucke   |